# Kassi (Viljandi)
Kassi – wieś w Estonii, w prowincji Viljandi, gminie Viljandi. Do 20 października 2013 w gminie Paistu. W Kassi znajduje się źródło Jaama. We wsi swój bieg rozpoczyna potok Sinialliku.
Archaiczne nazwy wsi to: Kaße Kylla (1683), Kasse (1797), Kassi (1935). Wioska znajduje się po wschodniej stronie autostrady Viljandi–Karksi.